# Japanische Teezeremonie

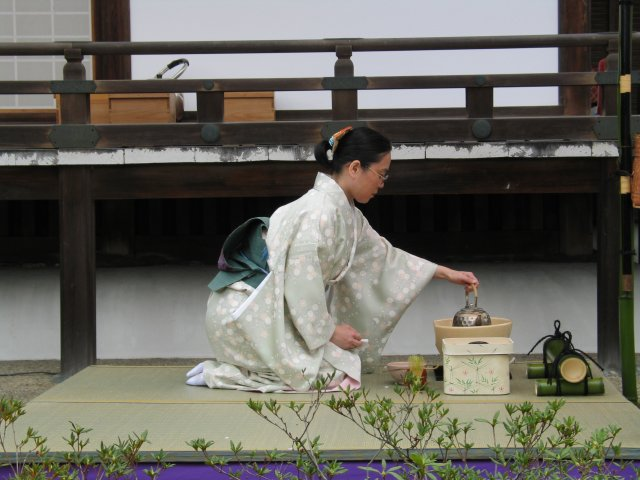
Teezeremonie

Die japanische Teezeremonie (jap.茶道 sadō, genannt auch chadō, dt. etwa Teeweg; auch 茶の湯, cha-no-yu, dt. heißes Wasser für Tee), auch bekannt als Teeritual, steht in ihrer zugrunde liegenden Philosophie dem Zen  nahe. Es ist eine in ihrem Ablauf bestimmten Regeln folgende Zusammenkunft, bei der ein oder mehrere Gäste von einem Gastgeber Tee und leichte Speisen gereicht bekommen. Beim verwendeten Tee handelt es sich um so genannten Matcha, fein gemahlenen Grüntee. Um dem Gast die Möglichkeit zur inneren Einkehr zu bieten, findet die Zusammenkunft in einem bewusst schlicht eingerichteten Teehaus statt.

## Ablauf

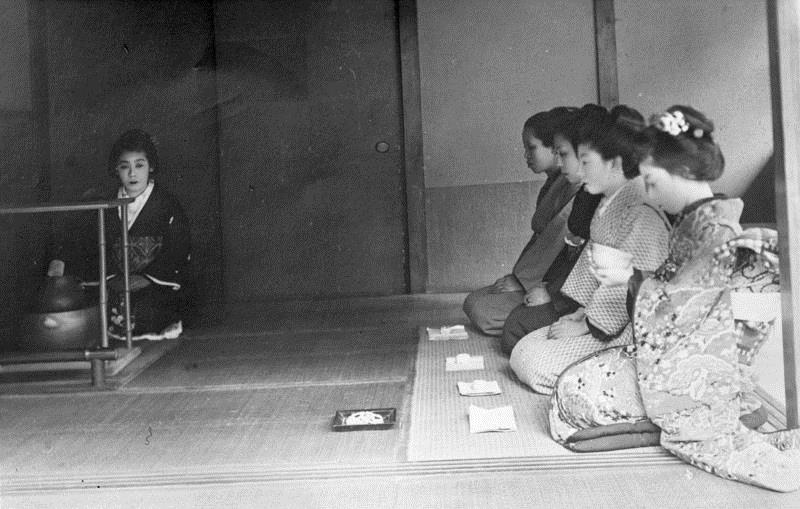
Japanerinnen erwarten die Zubereitung des Tees im Seiza. Als besondere Höflichkeit wird es dabei angesehen, die Schönheit der Teeservice zu loben, da das Porzellan meist alter Herkunft ist.

Im Folgenden wird der Ablauf einer formalen Teezeremonie grob skizziert. Der Ablauf ist vereinfacht und spart außerdem die Vor- und Nachbereitungsphasen aus, in denen zum Beispiel nach der Einladung ein kurzer Vorbesuch (zenrei) erfolgt.
Für eine Teezeremonie gibt es zwar feststehende Regeln, doch kann der Ablauf je nach den verschiedenen Schulen variieren. Eine gewisse Grundform ist jedoch allen gemein.
Die zum Tee Geladenen wandeln auf einem Gartenpfad (路地, Roji) – er symbolisiert die erste Stufe der Erleuchtung (Abstreifen des Alltags) – und bereiten sich so auf die nun folgende Teezeremonie vor.
Auf Einladung des Gastgebers finden sich die Gäste im Garten des Teehauses ein. Dort nehmen sie im Warteraum Platz und werden vom Gastgeber oder seinem Helfer mit heißem Wasser, das später zur Bereitung des Tees verwendet wird, begrüßt.
Anschließend gehen die Gäste zurück auf den Gartenpfad, wo eine Wartebank, das 待合い (Machiai), oft ein offener Pavillon, steht.
Während die Gäste im Machiai sitzen, füllt der Hausherr frisches Wasser in ein steinernes Wasserbassin und legt eine Schöpfkelle bereit. Wortlos verschwindet er dann im Teeraum. Die Gäste reinigen sich nun mit dem frischen Wasser Mund und Hände. Symbolisch waschen sie damit alles Üble ab, was sie getan oder gesagt haben.
Im Anschluss betreten sie nacheinander das Teehaus. In den Teeraum (茶室, Chashitsu) gelangt man häufig durch den knapp einen Meter hohen Eingang (躙り口, Nijiriguchi, Kriecheingang). Auch wenn kein Kriecheingang vorhanden ist, lassen sich die Gäste zum Betreten des Raumes auf die Knie nieder. Dadurch betreten sie den Raum voller Demut und Respekt. Alle gesellschaftlichen Unterschiede werden an der Schwelle abgelegt.
In einem mehrgängigen Mahl – dem Kaiseki – werden nun leichte Speisen wie Reis, Suppen, sauer eingelegte Gemüse und Reiswein (Sake) gereicht. Im Sommer legt der Gastgeber nun im Beisein der Gäste Holzkohle auf das Feuer, damit das Teewasser später die richtige Temperatur bekommt. Im Winter wird die Holzkohle vor dem Kaiseki gelegt, damit der Raum ausreichend geheizt wird.
Nach dem Kaiseki gehen die Gäste in den Warteraum zurück, bis sie nach fünfmaligem Ertönen eines Gongs in den für die Teezeremonie vorgesehenen Teeraum gebeten werden. Sobald alle eingetreten sind, schließt der letzte Gast die Tür mit einem leichten Geräusch, dies ist das Zeichen für den Teemeister bzw. den Gastgeber, mit seinen Vorbereitungen zu beginnen. Er trägt nun die noch fehlenden Teeutensilien in den Teeraum. Sie werden so angeordnet, dass sie zugleich sowohl pragmatische als auch harmonische Bewegungsabläufe während der Teezubereitung ermöglichen.
Die wichtigsten Utensilien (道具, Dōgu) bei der Teezeremonie sind: die Teeschale (茶碗, Chawan), die Teedose bzw. der Behälter für Pulvertee – Cha-ire (茶入れ) für den starken Tee (濃茶, Koi-cha) oder Natsume (棗) für den leichten Tee (薄茶, Usu-cha) –, das Frischwassergefäß (水差し, Mizusashi), der eiserne Wasserkessel (釜, Kama), der Teebambuslöffel (茶杓, Chashaku) und der Teebesen (茶筅, Chasen). Das seidene Teetuch (袱紗, Fukusa) trägt der Gastgeber an seinem Obi. Bei einer vollständigen Teeeinladung serviert der Gastgeber nun den dicken Tee, den Koicha. Im Anschluss daran muss das Holzkohlefeuer neu geordnet werden und danach wird der dünne Tee, der Usucha, serviert.
Die Usucha-Zeremonie im Stil der Urasenke wird hier näher beschrieben:
Der Gastgeber setzt sich im Kniesitz vor dem beweglichen Kohlebecken (風炉, Fūro) nieder, entnimmt dem Gebrauchtwassergefäß (建水, Kensui) den Schöpflöffel (柄杓, Hishaku) sowie den Untersetzer (蓋置, Futaoki) und platziert beide links vor dem Fūro. Er sammelt und konzentriert sich, verbeugt sich vor seinen Gästen und beginnt nun mit der Teezeremonie.
Als erstes rückt er das Gebrauchtwassergefäß (Kensui) bis zur Höhe seiner Knie vor. Dann nimmt er die Teeschalen und setzt sie ca. 20 cm vor seine Knie. Nun nimmt er das Gefäß mit dem Pulvertee, die Natsume, und setzt sie zwischen Teeschale und Knie. Jetzt holt er das seidene lila Teetuch aus seinem Obi und faltet es, reinigt die Natsume und setzt sie links vor das Frischwassergefäß. Nun faltet er noch einmal das Fukusa, nimmt den Teebambuslöffel aus der Teeschale, reinigt ihn und legt ihn auf der Natsume ab. Dann nimmt er den Teebesen aus der Teeschale und stellt ihn rechts neben die Natsume.
Als Nächstes rückt er die Teeschale vor, dann nimmt er mit der rechten Hand den Schöpflöffel (Hishaku), greift ihn mit der linken Hand, um nun mit der rechten Hand den Deckel des Kessels abzuheben, abtropfen zu lassen und auf den Untersetzer (Futaoki) abzusetzen. Dann nimmt er das weiße Leinentuch (茶きん, Chakin) aus der Teeschale und setzt es auf den Deckel des Kessels. Nun entnimmt er mit dem Schöpflöffel heißes Wasser aus dem Kessel und gießt es in die Teeschale, als Nächstes wird der Teebesen in dem heißen Wasser geschmeidig gemacht und geprüft. Das heiße Wasser, das nun die Teeschale vorgewärmt hat, wird in das Kensui – das Brauchwassergefäß – entleert. Nun wird die Teeschale mit dem weißen Leinentuch gereinigt und trocken gewischt. Mit einem „Dōzō okashi o“ wird der Gast aufgefordert, Süßigkeiten zu nehmen.
Der Gastgeber nimmt nun die Natsume mit dem Pulvertee für den dünnen Tee und den Teebambuslöffel, öffnet den Teebehälter und legt den Deckel vor seinem rechten Knie ab, entnimmt mit Hilfe des Teebambuslöffels pulverisierten Tee (Matcha), gibt ihn in die Teeschale und gießt heißes Wasser hinzu, welches in dem Kama über Holzkohle erhitzt wurde. Nach dem Aufguss schlägt er mit einem Bambusbesen, dem Chasen, den relativ dickflüssigen Tee schaumig (nur in der Urasenke-Schule wird ein dicker Schaum geschlagen, Omotesenke vermeidet allzu viel Schaum).
Der Gastgeber reicht dem Hauptgast die Teeschale, die dieser mit einer Verbeugung annimmt. Mit einer Geste bietet der Hauptgast seinem Sitznachbarn die Schale an, aber der lehnt ab und bittet den Hauptgast zuerst zu trinken. Der dreht zweimal die Schale in seiner Hand und trinkt den Tee in etwa drei Schlucken. Die Schale geht zurück zum Gastgeber, der die Schale reinigt und den nächsten Tee bereitet. Reihum wird nun so der Tee den Anwesenden gereicht. Während dieses Rituals herrscht meistens Schweigen, das anschließend gebrochen wird, um sich über die verwendete Teesorte und deren typischerweise poetischen Namen zu erkundigen, sowie die Dōgu zu bestaunen. In manchen Zeremonien wird nur Usucha gereicht, so wie es hier beschrieben ist. Koicha, der dicke Tee, wird in einer anderen Zeremonie zubereitet. Hier bereitet der Gastgeber nur eine einzige Schale für alle Gäste zu. Jeder trinkt drei kleine Schlucke und gibt dann die Teeschale weiter.
Falls Koicha (dicker Tee) gereicht wurde, wird in der Regel im Anschluss auch Usucha (dünner Tee) bereitet. Nach der kleinen Konversation, bei der gewöhnlich keine Themen von außerhalb des Teezimmers angesprochen werden, klingt die Teezeremonie aus.

## Teehaus
Das typische Teehaus ist von einem kleinen japanischen Garten, oft mit einem Wasserbecken, umgeben. Im Garten gibt es einen Wartebereich für die Gäste und einen Roji (路地), einen „taubedeckten Pfad“, der – nie in gerader Linie – zum Teehaus führt.
Ein Teehaus wird meist in Holz und Bambus ausgeführt. Der einzige Eingang ist eine kleine, rechteckige Schiebetür, die symbolisch den kleinen, einfachen, ruhigen Innenraum von der Welt außerhalb trennt. Sie ist so niedrig, dass sie nur im Knien passiert werden kann – dies soll einen Geist der Bescheidenheit fördern.
Teehäuser bestehen gewöhnlich aus zwei Räumen, einem, der zur Vorbereitung des Tees dient, dem andern für die Teezeremonie selbst. Der Hauptraum ist oft sehr klein, oft 4 ½ Tatami groß, die Decke ist niedrig. Es gibt keine Möbel oder Einrichtung. Vorhanden ist meist eine Grube für ein Holzkohlenfeuer (炉, ro) in der Raummitte, um das Teewasser zu erwärmen. Der Boden ist mit Tatamimatten bedeckt. Gäste und der Gastgeber sitzen daher im Seiza auf dem Boden. Die Dekoration ist minimal: Meist nur eine Tokonoma (eine Nische, in der eine Schriftrolle, eine Pinselzeichnung oder ein einfaches, kleines Blumengesteck (茶花, cha-bana) ausgestellt ist). Alle Materialien sind absichtlich einfach und „bäuerlich“.
Türen und Fenster werden im traditionellen Stil gehalten, bestehen aus dünnen Holzleisten (oft Zeder), die mit durchscheinendem Japanpapier beklebt sind (Shōji). Dies streut das Licht gleichmäßig im Raum, ermöglicht aber keinen Blick nach außen. Der Boden liegt erhöht, um ihn trocken zu halten.

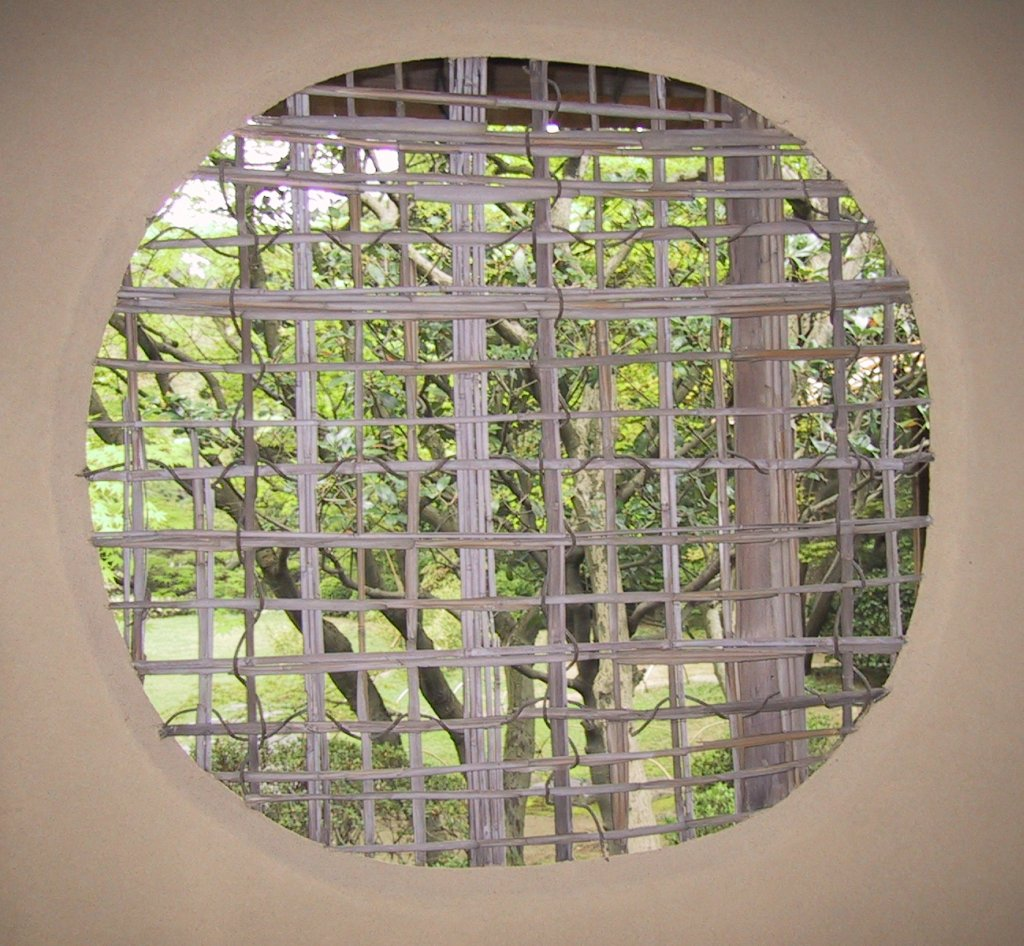
Fenster des Joan-Teehauses im Urakuen-Teegarten in Inuyama

Teehäuser sind speziell für die Teezeremonie gebaut und jedes Detail wird mit größter Sorgfalt gestaltet. Das Haus selbst kann als eines der „Geräte“ für die Teezeremonie gelten. Die schlichte, nüchterne Architektur der Teehäuser hatte auch großen Einfluss auf die japanische Architektur.
Teehäuser kamen zuerst in der Sengoku-Zeit auf. Teehäuser wurden meist von Mönchen, Daimyō, Samurai und Händlern gebaut, die die Teezeremonie praktizierten. Sie suchten Einfachheit und Ruhe, was mit den Werten des Zen übereinstimmte.

## Geschichte
Unter Prinz Shōtoku (572–622 n. Chr.) durchlief Japan eine Phase, in der viele neue kulturelle Werte, meist durch Vermittlung über das koreanische Königreich Baekje, von China übernommen wurden. Später reisten Japaner direkt nach China, um dort den Buddhismus zu studieren. Bei ihrer Rückkehr brachten sie unter anderem auch den Tee mit nach Japan. So wurde in der Nara-Zeit (709–784) der aus China importierte Tee erstmals von buddhistischen Mönchen getrunken, die das neue Getränk zunächst als Medizin verwendeten. Im Jahr 729 lud Kaiser Shōmu (724–748) hundert Priester ein, um die buddhistische Schrift Hannyakyo zu lesen. Am nächsten Tag bewirtete er sie mit Tee.
Das Teetrinken wurde nur langsam populär, erst in der Heian-Zeit (784–1185) gingen die japanischen Laien zum Teetrinken über. Auf den Gründer der Tendai-shū-Schule Saichō geht die erste Teezeremonie zurück, der um 805, nahe Kyōto (Sakamoto in der Provinz Shiga), aus China mitgebrachten Tee anbaute. Vom 10. bis 12. Jahrhundert geriet die Praxis aber fast vollständig in Vergessenheit.
Eingeführt soll das Teezeremoniell durch den buddhistischen Staatspriester Musō Kokushi worden sein. Ihm wurde ein aus China stammender Daisu, ein regalähnliches Gestell für den Aufbau der Teekult-Gerätschaften, übergeben. Er benutzte den Daisu bei der Zubereitung des Tees und begann damit, Regeln festzulegen.
Als Vater der Teezeremonie betrachten die Japaner den buddhistischen Abt Shogu, dessen Herr, der Shōgun Ashikaga Yoshimasa, alle seine Regierungsämter niederlegte, um sich ausschließlich einem künstlerischen Leben zu widmen; er baute den Silberpavillon in Kyōto, wo er zusammen mit dem Abt das verfeinerte Ritual des Teetrinkens erfand. Seit jener Zeit gilt ein quadratischer Teeraum mit vier und einer halben Matte, ungefähr drei mal drei Meter, als ideal. Es gibt aber auch kleinere und auch wesentlich größere Teeräume. Shogu und sein Herr waren auch die Ersten, die auf Kunst und Stoffechtheit bei der Auswahl aller für den Teekult notwendigen Gegenstände Wert legten.
Die erste japanische Abhandlung über den Tee verdanken wir der Tatsache, dass ihr Verfasser, der buddhistische Abt Eisai, seinem Herrn, dem jugendlichen und anscheinend recht ausschweifenden Shōgun von Japan, Minamoto-no-Sanetomo (1203–1268), den reichlichen Weingenuss abgewöhnen wollte. Eisai beschreibt nicht nur die heilsamen Einflüsse des Tees auf die Gesundheit, sondern gibt zugleich genaue Vorschriften über die Zubereitung und die Art, wie man den Tee trinken müsse. Und zwar erhebt er das Teetrinken zu einer religiösen Handlung mit Gongschlagen und Weihrauchbrennen. Bis zum heutigen Tag hat die Teezeremonie etwas von diesem religiösen Ursprung bewahrt. Eisai verwendete Tee, den er in der Nähe von Fukuoka in Kyūshū anbaute. Auf diese Teepflanzen, die er aus China mitbrachte, gehen auch die heute noch existierenden Anpflanzungen von Uji zurück.
Bis 1400 hatte sich das Teetrinken schließlich von der Oberschicht über die Samurai-Kaste bis hin zu den Bürgern verbreitet. Es folgten Phasen, in denen sich sowohl besonders prunkvolle Formen der Teezeremonie als auch Gegenbewegungen herausbildeten, die eine besonders schlichte Form der Teezusammenkunft (草庵茶, sōancha, „Grashüttentee“; bzw. 侘び茶, wabicha, „Tee des stillen Geschmacks“) propagierten. Es ist nur eine Spielerei mit Worten, wenn man darüber streitet, ob die Teezeremonie ein künstlerischer Kult oder eine kultische Kunst ist. Sie gehört zu den japanischen Künsten im weiteren Sinne, zu jenen Künsten, die es nur in Japan gibt.
Oda Nobunaga und Toyotomi Hideyoshi, die größten Feldherren Japans, waren begeisterte Anhänger und Förderer des Teetrinkens, und zwar in einem solchen Maße, dass man aus den Überlieferungen jener Zeit den Eindruck gewinnt, es handle sich um ästhetisierende Kunstgönner, nicht aber um die ruhmreichen Einiger Japans und schwertgewohnten Eroberer, die bereits vor der Armada die größte Flotte der Welt aufgestellt haben. Hideyoshi hat vermutlich die größte Teegesellschaft gegeben, die je auf Erden stattgefunden hat. Im Herbst 1587 lud er alle Teeliebhaber in Japan ohne Unterschied des Standes nach Kyōto ein und forderte sie auf, ihre Teegeräte mitzubringen: Schalen, Feuerzangen, Weihrauchbehälter, Kessel und anderes mehr. Jeder der vielen Tausenden von Geladenen schlug ein kleines Zeltchen auf, und Hideyoshi soll seinem Versprechen gemäß jedes Zelt aufgesucht, den Tee gekostet und die Gegenstände begutachtet haben. Die Teegesellschaft dauerte neun Tage.
Kriegsherren und Fürsten schenkten damals ihren tapfersten und erfolgreichsten Vasallen als höchste Anerkennung Teetöpfe und -tassen. Manch einer soll sich über eine besonders kunstvolle Tasse mehr gefreut haben als über wirtschaftliche Vergünstigungen oder Standeserhöhungen. In vielen aristokratischen Familien werden bis auf den heutigen Tag Teeschalen verwendet, die von Nobunaga, Hideyoshi oder Tokugawa Ieyasu einem Vorfahren der Familie geschenkt wurden. Bereits ab 1572 ist bezeugt, dass Chajin koreanische Teeschalen bevorzugten. Hideyoshis Imjin-Krieg (1592–1598) wird auch als „Keramik-Krieg“ bezeichnet, da kaum ein Territorium, jedoch sehr viel Keramik den Besitzer wechselte.
1564 hielt der Teemeister Sen no Soeki, besser bekannt unter seinem Namen Rikyū, diese Regeln in ihrer klassischen Form fest. Er schrieb sie an die Wand der Wartehalle des ersten Teehauses in Higashiyama-ku. Man sagt oft, alle Teemeister nach Sen no Rikyū stünden unter seinem Einfluss. Hideyoshi war mit Rikyu eng befreundet. Der Feldherr brachte dem Meister eine Achtung und Verehrung entgegen wie kaum einem anderen Menschen. Aber es war ein gefährliches Zeitalter, in dem man selbst seinen Verwandten und Freunden nicht zu trauen pflegte. Es gelang den Feinden des Teemeisters, Hideyoshi einzureden, dass sein Freund Rikyu an einer Verschwörung gegen ihn beteiligt sei und ihn vergiften wolle. Hideyoshi schöpfte Verdacht und verurteilte ihn zum Tode. Als einzige Gunst erwies er Rikyu die Ehre, durch die eigene Hand sterben zu dürfen.
Rikyūs Nachkomme Sōtan (1578–1658) begründete die wabi-Teetradition, die auf der Theorie fußt, dass Tee und Zen eins seien. Sōtan war der Sohn des Stiefsohnes von Rikyū aus dessen zweiter Ehe. Er verwendete auch die Namen Gempaku und Totsutotsusai. Insgesamt teilte sich die Familie in drei ‚Stämme‘: Fushin’an, Konninchian und Kankyuan, benannt nach dem jeweils wichtigsten Teeraum der Familienstämme. Fushin-an 不審菴 der Omotesenke ist heute ein Teeraum mit 2 ¾ Tatami. Der Name stammt aus einem Zen-Gedicht: 不審花開今日春
Fushin hana hiraku konnichi no haru:
Geheimnisvoll öffnen sich die Blüten – heute ein Frühlingstag.
Fushin-An geheimnisvolle Hütte.
Ursprünglich war es wohl ein Raum mit 1 ½ Tatami ohne Tokonoma, den Sen Sōtan nach einem Vorbild Rikyūs gebaut hatte. Rikyu hatte diesen Raum in Hideyoshis Residenz Yuraukdai errichtet, Hideyoshi gefiel aber dieser winzige Raum nicht, so dass Rikyu ihn vergrößerte. Auch der ursprüngliche Fushin-An Raum wurde später auf die Größe von 2 ¾ Tatami umgebaut.
Der Teeraum Konnichi-an der Urasenke ist ein 1 ¾ Tatami großer Teeraum ohne Tokonoma, den Sen Sōtan errichtet hatte. Dort empfing er Mönche des Daitoku-ji zum Tee. Der Name stammt aus einer Begebenheit: Einmal lud Sen Sōtan einen Mönch zum Tee, der aber verspätet kam. Verärgert legte Sōtan einen Zettel in den Teeraum: „Heute habe ich keine Zeit mehr. Komm morgen wieder!“ Der Mönch seinerseits schrieb auf den Zettel: „Wie kann ein fauler Mönch wie ich wissen, was morgen ist?“ Sōtan schämte sich und nannte den Raum „Heute-Hütte“ – Konnichi-an (今日菴).
Der Teeraum Kankyu-an (官休庵) der Mushakōjisenke ist ein Raum mit 1 ¾ Tatami. Der Name bedeutet „Rückzug vom Dienst (beim Shogun)“. Der Raum wurde 1667 vom Großmeister der Mushakōjisenke gebaut, als er sich aus dem Regierungsdienst zurückzog.
Yugensai Itto (1719–1771), der Familienvorstand der 8. Generation, verfasste Shichijishiki Cha-no-yu, Übungsanweisungen. Die männliche Linie wäre mit der 10. Generation ausgestorben, besteht jedoch dank Adoption fort.
Während der Meiji-Zeit verlor die Sekishu-Schule, die die Meinung vertrat, in der Teezeremonie müsse sich die soziale Struktur Japans widerspiegeln, schließlich an Einfluss, weil sie zu sehr mit dem alten Feudalsystem in Zusammenhang gebracht wurde und kaum Unterstützung aus der Bevölkerung erfuhr. Die von jeher egalitären, das wabicha vertretenden Senke-Schulen gewannen hingegen an Einfluss, die drei Senke-Schulen (Urasenke, Omotesenke, Mushakōjisenke) zählen heute zu den größten in Japan. Nachdem die Sen-Familie in der Meiji-Restauration ihre Pfründe verloren hatte, gelang es Ennosai Tetchu (1872–1924), den Cha-dō wieder zu stärken. Besonders unter Tantansai (1893–1964) wurde die Urasenke (das hintere Sen-Haus) auf eine stabile wirtschaftliche Basis gestellt, u. a. durch Bücher und die Zeitschrift Konnichian Monthly News und die Aufnahme des Cha-dō in den Lehrplan an Berufsschulen für Mädchen. Heute besteht ein Verein namens Tankokai, der sich der Förderung des Cha-dō in der Tradition der Urasenke verschrieben hat.
In der westlichen Welt trug Okakura Kakuzō mit der Veröffentlichung des Buches The Book of Tea (1906) in den USA zum Bekanntwerden der Teezeremonie bei. Darin wird auch Rikyūs letzte Stunde beschrieben.

## Legenden des Tees
„Tee ist ein segenspendender Baum des Südens“, so beginnt der oft zitierte Satz aus Lu Yus Werk Chajing (The Classic of Tea). Dies lässt vermuten, dass der Tee nicht aus China, sondern aus Indien, der Heimat Buddhas, stammt. Einige Quellen geben an, dass die Chinesen bereits um 2780 v. Chr. beim Erforschen verschiedener Kräuter, Wurzeln und Pflanzen die anregende Wirkung der überbrühten Teeblätter entdeckten.
Es ranken sich viele Legenden um das Thema Tee und dessen Entdeckung. Eine der Legenden erzählt die Geschichte des chinesischen Kaisers Shennong, der im Jahre 2737 v. Chr. in seinem Garten wandelte, eine mit heißem Wasser gefüllte Trinkschale in den Händen haltend. Ein Windhauch wehte drei Blätter von einem wild gewachsenen Teestrauch in diese Schale. Ein angenehmer Duft stieg in des Kaisers Nase und er kostete. Der Ausspruch des Kaisers „Tee weckt den guten Geist und weise Gedanken. Er erfrischt das Gemüt. Bist du niedergeschlagen, so wird Dich Tee ermuntern“ zeigt die von ihm gewonnene Erkenntnis über die belebenden Effekte des Teegetränkes.
Eine weitere Erzählung handelt vom ersten Patriarchen des Chan (jap. Zen), Bodhidharma (達磨, Daruma), der sitzend viele Jahre vor einer Felswand seine strengen Meditationsübungen betrieb. Eines Nachts fielen ihm vor Müdigkeit bei seiner religiösen Übung die Augen zu. Darüber erbost, riss er sich die Augenlider ab und warf sie weg. Über Nacht schlugen die Lider Wurzeln und zwei immergrüne Teesträucher sprossen empor. Bodhidharma kostete davon und fühlte sich sofort wacher und gestärkt, um seiner Müdigkeit bei den nächtlichen Übungen entgegenzuwirken.  Nach Japan gebracht wurde der Tee durch buddhistische Mönche nach Studienaufenthalten in China während der frühen Heian-Zeit.
In kaum einer anderen Kultur hat die Mystik des Tees einen derart nachhaltigen Einfluss hinterlassen wie in der japanischen, sei es, dass sie ihren Niederschlag in speziellen Schriftzeichen fand, oder sei es in der Teezeremonie, die nach wie vor seit Jahrhunderten unverändert praktiziert wird.

## Bezeichnung
Manche Anhänger des chadō halten die oft gewählten Übersetzungen Teezeremonie (bzw. tea ceremony im Englischen) oder Teeritual für Fehlübersetzungen. Sie argumentieren, die wortgetreue Bedeutung sei Teeweg, auch gehe es bei chadō nicht um das Vollziehen einer Zeremonie oder eines Rituals, sondern um einen Lebensweg.
Eher als Teezeremonien zu bezeichnen sind die japanischen Opfertee-Zeremonien, die sogenannten Kenchashiki (供茶式).

## Wesen und Prinzipien des Teewegs (和敬清寂,wakei seijaku)
Sen no Rikyū legte für den Sadō vier Prinzipien fest: wa (Harmonie), kei (Respekt), sei (Reinheit) und jaku (Stille).
- 和 (wa) bedeutet Harmonie. Während der Chanoyu herrscht ein harmonisches Gefühl zwischen Gast und Gastgeber. Die angerichteten Speisen und verwendeten Teeutensilien sind harmonisch aufeinander abgestimmt, der wechselnde Rhythmus der Jahreszeiten und die Empfindung des Menschen mit sich und der Natur durchdringen den Teeweg. Diese Harmonie führt zu einem Einklang mit der Natur und dem Verständnis der Vergänglichkeit allen Seins.
- 敬 (kei) heißt Hochachtung, Ehrfurcht und Respekt zwischen den Menschen und allen Dingen, das aus einem natürlichen Dankbarkeitsgefühl heraus entsteht. Respekt gilt nicht nur den Menschen, sondern auch der sorgfältigen Handhabung der Teegeräte. Rücksichtnahme der Gäste untereinander und die Gastfreundlichkeit des Gastgebers erleichtern auch Laien den Zugang zum Sadō.
- 清 (sei) meint die Reinheit, Sauberkeit und Ordnung der Dinge und des Herzens. Die Gäste waschen sich vor dem Chanoyu die Hände und spülen den Mund an einem niedrigen Steinwasserbecken, das sich vor dem Teehaus befindet, um sich vom „Staub des Alltags“ zu befreien. Der Teemeister reinigt die Teeutensilien in Anwesenheit der Gäste als Teil der Zeremonie– wobei seine Aufmerksamkeit ausschließlich dem Akt des Reinigens gilt – und gleichzeitig sein Herz und seinen Geist.
- 寂 (jaku) bedeutet Stille. Hierbei ist aber nicht nur das Fehlen äußerer Geräusche gemeint, sondern die innere Einkehr und deren Ausstrahlung in die Gemeinschaft. Achtsamkeit und Gelassenheit entstehen durch die kontinuierliche Ausübung von wa, kei und sei.

Häufig wird folgende Anekdote zur Erklärung des Wesens des Teeweges genannt:
Ein Schüler Rikyūs fragte einst Folgendes: „Was genau sind die wichtigsten Dinge, die bei einer Teezusammenkunft verstanden und beachtet werden müssen?“
„Bereite eine köstliche Schale Tee; lege die Holzkohle so, dass sie das Wasser erhitzt; ordne die Blumen so, wie sie auf dem Feld wachsen; im Sommer rufe ein Gefühl von Kühle, im Winter warme Geborgenheit hervor; bereite alles rechtzeitig vor; stelle dich auf Regen ein, und schenke denen, mit denen du dich zusammenfindest, dein ganzes Herz.“
Der Schüler war mit dieser Antwort etwas unzufrieden, weil er in ihr nichts von so großem Wert finden konnte, dass es als Geheimnis des Verfahrens bezeichnet werden können hätte: „Das alles weiß ich bereits …“
Rikyū antwortete: „Wenn du also eine Teezusammenkunft leiten kannst, ohne von einer der Regeln, die ich nannte, abzuweichen, dann will ich dein Schüler werden!“
(Antworten des Meisters nach dem Muster „… dann will ich dein Schüler werden“ sind in Zen-Geschichten nicht unüblich.)